# Busto de Costanza Bonarelli
O busto de Costanza Bonarelli é uma obra do escultor italiano Gian Lorenzo Bernini, realizada entre c. 1636 e 1638. O retrato foi feito em mármore (72 cm de altura) e encontra-se preservado no Museu do Bargello, em Florença.

## História
O busto foi realizado por Bernini como uma imagem "privada", possivelmente criada para ele mesmo, como figura da sua (suposta) amante, que permanecera por longos anos na residência do escultor.
O busto mostra a mulher numa numa situação de intimidade, com o cabelo despenteado, com uma camisa semi-transparente com botões abertos.
Costanza Piccolomini Bonarelli era, na verdade, mulher de Matteo Bonarelli, um escultor que trabalhava como assistente de Bernini em 1636. Após Bernini insultar abertamente o marido de Costanza, o Papa Urbano VIII, viu-se obrigado a intervir antes que alguém acabasse morto. O papa aconselha Bernini a casar-se, o que foi feito, em 1639, casar-se-ia com Caterina Tezio. O seu casamento durou 34 anos, e desse relacionamento teve 11 filhos.
Um documento anónimo sustenta que o irmão do escultor, Luigi, visitava Constanza: Bernini seguiu-o e confirmara então a suspeita. Com um pé de cabra, o escultor havia confrontado o seu irmão. De acordo com a fonte, mandou de imediato um empregado ter com Constanza, com ordens de esfaqueá-la, o que este fez, golpeando-a no queixo. Constanza seria banida para um mosteiro.
A relação de Bernini com Costanza fora descrita na biografia escrita para o seu filho Domenico Bernini. 
O busto chegou a Florença em 1646, provavelmente como um presente para o cardeal Giovan Carlo de Médici.

## Descrição e estilo
O tema de Bernini, no Busto de Costanza Bonarelli, caracteriza a vitalidade do poder. A estética é centrada no poder do erotismo, mais tarde consubstanciado no Êxtase de Santa Teresa (1647-1652).
Um objecto raro e insólito, que retrata a mulher que pertencia na intimidade do quotidiano do escultor; com o cabelo despenteado e a camisa parcialmente desabotoada no seu peito: o seu olhar é ousado, um tanto surpreso, e os seus lábios entreabertos. O cabelo está um pouco desgrenhado, puxado para trás pondo em descoberto a sua larga testa, e penteado solto com tranças reunidas atrás da nuca, capta a mulher num profundo estudo introspectivo. A veste é leve e possui um simples fita que acompanha o decote aberto que permite vislumbrar os seus seios.
A extraordinária vivacidade, apenas revelado no retrato do cardeal Scipione Borghese (1632), pode ser evidência de um sentimento particular que ligava o artista à mulher que retrata. Para Bernini, Costanza era um anjo que o enche de entusiasmo.
A superfície possui um efeito agradável, polido principalmente no seu rosto e pescoço, mantendo tal amenidade também nos fios de cabelo ondulados e nas dobras da sua roupa.